# Distretto di Olesno
Il distretto di Olesno (in polacco powiat oleski) è un distretto polacco appartenente al voivodato di Opole.

## Geografia antropica

### Suddivisioni amministrative
Il distretto comprende 7 comuni.
- Comuni urbano-rurali: Dobrodzień, Gorzów Śląski, Olesno, Praszka
- Comuni rurali: Radłów, Rudniki, Zębowice